# The Love by Hypnotic
The Love by Hypnotic (chino: 明月照我心, pinyin: Ming Yue Zhao Wo Xin), es una serie de televisión china transmitida del 14 de octubre del 2019 hasta el 13 de noviembre del 2019 a través de QQLive.
La serie es una adaptación del manhwa Prince, Don't Do This! de Dong Man Tang.

## Sinopsis
La historia gira en torno a un príncipe y una princesa durante el final de la dinastía Qing. 
El Príncipe Li Qian y la Princesa Li Mingyue, se conocen accidentalmente cuando él le salva la vida, sin embargo ninguno sabe sus verdaderas identidades, poco después cuando se reencuentran se dan cuenta de quienes son, aunque no pueden verse y cada vez que se encuentran terminan peleando, pronto ambos terminan siendo forzados a un matrimonio arreglado debido a obligaciones reales. 
Cuando Mingyue desencadena recuerdos de su pasado mediante el uso de la hipnosis, Li Qian comienza a aceptarla como su esposa, cuando se da cuenta de que ella puede ayudarlo a recuperar sus recuerdos. Poco a poco comienzan a confiar y a abrirse el uno con el otro y pronto se enamoran.

## Reparto

### Personajes principales
| Actor                | Personaje                     | N.º de episodios | Notas |
| -------------------- | ----------------------------- | ---------------- | --- |
| Alen Fang            | Príncipe Li Qian              | 36               | Rey Zi: es el reservado noveno Príncipe de Beixuan y un feroz guerrero, quien mantiene una relación complicada con su hermano mayor, el Príncipe Li Xun en la corte. Aunque al inicio no está de acuerdo con el matrimonio arreglado con la Princesa Li Mingyue, rápidamente se enamora de ella, sin embargo en ocasiones su orgullo y ego se interponen en su forma de expresar sus sentimientos por ella. |
| Ling Meishi (凌美仕) | Princesa Li Mingyue / Aimaila | 36               | Reina Zi: es la Princesa del Yue Occidental, debido a una alianza política entre los reinos, es obligada a casarse con el Príncipe Li Qian, del Reino de Beixuan y aunque al inicio no está de acuerdo, rápidamente se enamora de él. Mingyue es una joven vivaz y por lo general se mete en problemas, sin embargo es ingeniosa y amada por todos los que la rodean, incluso por todos los sirvientes de la mansión de Li Qian y sus amigos más cercanos. Es la dueña de un brazalete de encanto que tiene un misterioso poder hipnótico, que ha sido cultivado en su familia durante generaciones, el cual usa para ayudar a Li Qian a recuperar sus recuerdos perdidos. |

### Personajes secundarios

#### Gente de Beixuan
| Actor                | Personaje   | N.º de episodios | Notas |
| -------------------- | ----------- | ---------------- | --- |
| Dong Yanlei (董岩磊) | Si Kongzhen | -                | Es uno de los mejores amigos de Li Qian, es una persona tranquila y observadora, en quien Qian siempre confía. Cuando conoce a la Princesa Li Mingyue rápidamente se hace amigo de ella.                                                             |
| Li Jinyang           | Song Jinyu  | -                | Es uno de los mejores amigo de Li Qian, a diferencia de Si Kongzhen, Jinyu es travieso y constantemente le encanta burlarse y molestar a Li Qian. Está enamorado de la Princesa Kang Le y aunque no lo acepta, pasa mucho tiempo con ella.           |
| Adson Liao (廖彦龙)  | Di Wucheng  | -                | Es el guardia personal del Príncipe Li Qian y está enamorado de Tan Li. Como siempre está cerca del príncipe, es uno de los que mejor comprende su personalidad y sabe que está enamorado de la Princesa Li Mingyue aunque al principió él lo niega. |
| Wang Haoge (王浩歌)  | Que Yan     | -                | Es el asistente personal del Príncipe Li Qian, se lleva muy bien con Tan Li por lo que en ocasiones choca con Di Wucheng. |
| Guan Chang           | Tan Li      | -                | Es la doncella personal de Li Mingyue y una de sus mejores amigas. |
| -                    | Fu          | -                | Es un espía del Príncipe Li Xun. |

#### Familia real
| Actor                    | Personaje        | N.º de episodios | Notas |
| ------------------------ | ---------------- | ---------------- | --- |
| Alen Fang                | Príncipe Li Qian | 36               | Es el reservado noveno Príncipe de Beixuan y un feroz guerrero. |
| Zhang Bohan (张博涵)     | Príncipe Li Xun  | -                | Rey Ling: es el hermano mayor del Príncipe Li Qian, es un hombre hambriento de poder y siempre trata de ser mejor que Qian en todo. Tiene grandes ambiciones y quiere convertirse en el próximo Emperador, por lo que hace todo lo que está en sus manos para destruir a su hermano, también es el responsable de planear el ataque que sufre Li Mingyue al inicio. Está enamorado de Qiao Huixin y aunque ella no siente lo mismo, poco después se casan. Más tarde Huixin es la responsable de su muerte, después de acuchillarlo con una espada. |
| Liao Huijia (廖慧佳)     | Princesa Kang Le | -                | Es la hermana menor de los Príncipes Li Qian y Li Xun. Cuando conoce a Li Mingyue rápidamente se hace amiga de ella. Aunque es malcriada y difícil de complacer, tiene un buen corazón, pero a menudo molesta a Song Jinyu. |
| Zhang Zhengyang (张正阳) | -                | -                | Es el Emperador y el padre de los Príncipes Li Qian y Li Xun. |
| Liu Xiaoliang (刘晓靓)   | -                | -                | Es la esposa del Emperador. |

#### Casa Qiao
| Actor               | Personaje   | N.º de episodios | Notas |
| ------------------- | ----------- | ---------------- | --- |
| Zhou Zixin (周紫馨) | Qiao Huixin | -                | Reina Ling: es la compañera de juegos de la infancia de Li Qian, está enamorada de él, sin embargo él no siente lo mismo. Cuando descubre que Li Qian está enamorado de Li Mingyue, sus celos la hacen odiarla y la convierte en su rival. Aunque su padre le insiste en que se case con el Príncipe Li Xun, ella se niega, ya que está enamorada de Qian y siempre intenta crear excusas para estar cerca de él. Luego de la muerte de su corrupto padre decide casarse con el Príncipe Li Xun para vengarse. |
| -                   | Qiao Xuan   | -                | Es el padre de Qiao Huixin, un hombre corrupto que está involucrado junto a Qiao Zheng con los rebeldes que atacan constantemente el comercio del palacio, luego de que su participación es descubierta muere durante un enfrentamiento. |
| -                   | Qiao Zheng  | -                | Es el vigilante de la casa Qiao, un hombre corrupto que está involucrado junto a Qiao Xuan con los rebeldes que atacan constantemente el comercio del palacio, cuando su participación es descubierta es arrestado por Li Qian. |
| -                   | Rui         | -                | Es la asistente personal de Qiao Huixin. |

#### Gente de Xiyue
| Actor                  | Personaje  | N.º de episodios | Notas |
| ---------------------- | ---------- | ---------------- | --- |
| Ling Meishi (凌美仕)   | Aimaila    | 36               | Es la encantadora Princesa del Yue Occidental. |
| Zhang Tianlin (張天霖) | Kai Er Bi  | -                | Es el segundo hermano de Aimaila. Es el encargado de hipnotizarla y borrar parte de sus memorias, antes de su matrimonio con la ciudad de Beixuan. |
| Guan Chang             | Tan Li     | -                | Es la doncella personal de Li Mingyue y una de sus mejores amigas. |
| Ni Hanjin (倪寒尽)     | Pugu Yunsi | -                | Es un general del Yue Occidental y el amigo de la infancia de la Princesa Li Mingyue. Está enamorado de ella, aunque ella no siente lo mismo. Está en contra de su matrimonio con Li Qian y viaja hasta su reino para evitar su matrimonio y llevarla de regreso a Yue, sin embargo cuando descubre que Mingyue está enamorada de Qian, enfurece. |

### Otros personajes
| Actor | Personaje   | N.º de episodios | Notas |
| ----- | ----------- | ---------------- | --- |
| -     | Señora Lan  | -                | Es la responsable de ayudar a la Princesa Li Mingyue a recuperar sus memorias perdidas.                                                                    |
| -     | Pei Shutang | -                | Es la hija del ministro Pei. |
| -     | Yingting    | -                | Es la asistente personal de Pei Shutang y la responsable de quemarle el brazo a Tan Li. Cuando la Reina Li Mingyue se entera de lo sucedido, la confronta. |

## Episodios
La serie está conformada por 36 episodios, los cuales fueron emitidos todos los lunes, martes y miércoles a las 20:00hrs (2 episodios) y para los VIP (6 episodios).

## Producción
La serie es una adaptación del manhwa Prince, Don't Do This! (王爷不要啊) de Dong Man Tang.
Fue dirigida por Li Yang, quien contó con el apoyo del guionista Yang Shiye.
Las filmaciones fueron realizadas en "Hengdian World Studios" y duraron tres meses, iniciando en enero del 2019 y finalizando en marzo del mismo año.
La serie contó con el apoyo de las compañías de producción "Tencent Penguin Pictures" y "Tencent Pictures".